# Radionovela

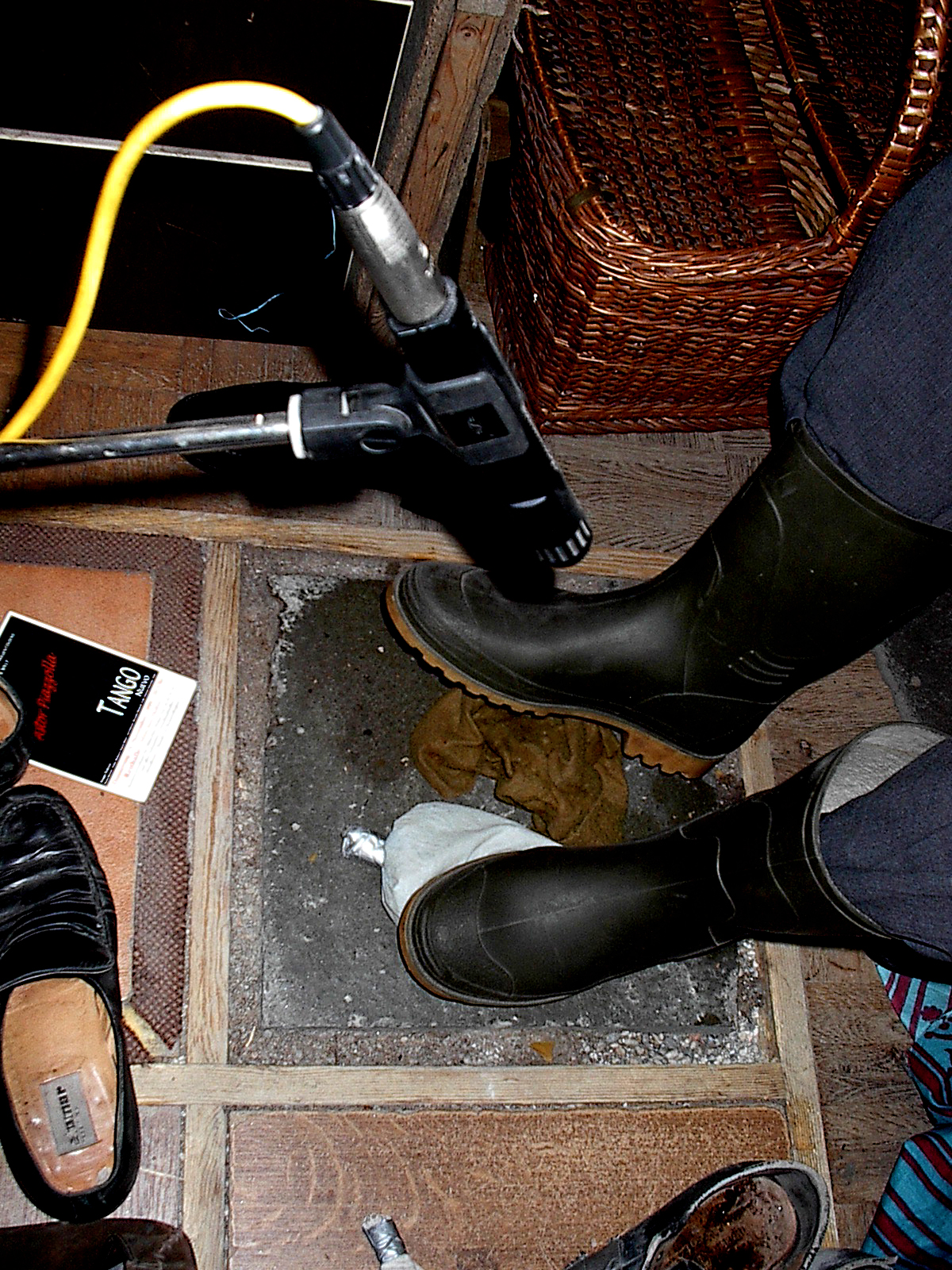
Los efectos especiales, médula espinal y 'cenicienta' de las radionovelas.

Se conoce como radionovela, serial radiofónico o simplemente serial a un tipo de radioteatro que comenzó a retransmitirse por las ondas a principios del siglo XX.
Si hubiera que establecer una diferencia entre radionovela y radioteatro, podría decirse que mientras la primera es una dramatización emitida por capítulos, el radioteatro engloba todo tipo de montaje radiofónico escenificado y de raíz dramática o género teatral. En ocasiones ese radioteatro suele ser una obra completa, emitida sin interrupción, como por ejemplo el famoso montaje de Orson Welles La guerra de los mundos, adaptación de la novela de ciencia ficción La guerra de los mundos, de H. G. Wells.

## En Argentina

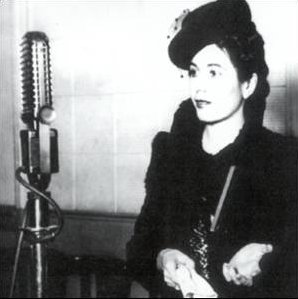
Eva Perón se hizo popular como actriz de radioteatro a comienzos de la década de 1940. Aquí en Radio Belgrano, en 1941.

El primer ejemplo de radioteatro seriado en Argentina fue probablemente La caricia del lobo, de Francisco Mastandrea, al final de la década de 1920. Pero la gran década dorada sería la de 1940. Precisamente en el medio popular de las radionovelas creció la imagen, luego universal, de Eva Perón.
Los Pérez García, un largo serial sobre una familia típica argentina fue quizá lo más destacado en la década de 1950. Más tarde, llegarían a crearse productos más innovadores y todavía populares, como el serial enmarcado en la literatura policíaca o de serie negra Buenos Aires Furia.

## En Chile
Además del El siniestro Doctor Mortis, creación de Eva Mrtinic y Juan Marino, se considera a Eduardo Calixto pionero de las historias radiales en Chile, por su obra ¡Hogar, dulce hogar!, concebida según el autor en un café de Santiago, donde escribió en una servilleta las líneas del guion de una serie que se mantuvo en el aire por más de 40 años.

## En Costa Rica
El Centro de Comunicación Voces Nuestras produjo una serie de radionovelas con un enfoque político y educador dentro de un envoltorio melodramático tradicional, abarcando temas como la emigración, la vida de los mineros o la violencia doméstica.[cita requerida] Entre esas producciones están:
- Pueblo de Paso, emitida por 184 radios en América Latina, incluyendo 10 radios latinas en los Estados Unidos. Incluía música de Perrozompopo, Papaya Music, Miriam Jarquín y Guillermo Anderson.[5][6]

## En Cuba
Como en otros muchos países hispanoamericanos, la radionovela folletinesca y lacrimógena ha conseguido fabulosas cotas de popularidad entre la audiencia cubana. Así lo demostró El collar de lágrimas, serial de José Sánchez Arcilla que con sus 965 fue la radionovela cubana de mayor duración, y que dejó de emitirse el 31 de diciembre de 1946. Así mismo, en la memoria sentimental cubana permanece el recuerdo de Félix B. Caignet y su obra magna El derecho de nacer, aunque quizá deba su continuidad a la adaptación para televisión que de ella se hizo, no solo en Cuba sino en muchos países de Hispanoamérica.

## En España
Las emisoras españolas pioneras en la emisión de seriales populares e históricamente más importantes a nivel nacional fueron la Cadena SER y Radio Nacional de España. La SER alcanzó su cenit de popularidad con seriales como Ama Rosa o Simplemente María, este último emitido entre 1971 y 1974, que llegó a alcanzar los 501 episodios diarios de una hora. Uno de los últimos seriales más populares de esta cadena fue La Saga de los Porretas, emitida entre 1976 y 1988.
Entre las joyas de Radio Nacional de España, cabría recordar la adaptación de El viaje a ninguna parte, radionovela que se grabó y emitió en 1983.
El último programa de radioteatro de emisión regular nacional en España fue Historias, emitido en Radio 1 de Radio Nacional de España hasta septiembre de 2003.
Radio 3, en 2000 y durante la dirección de Federico Volpini, recuperó el espíritu del serial radiofónico con un innovador espacio de radioteatro dramático en clave de cómic fantástico titulado Cuando Juan y Tula fueron a Siritinga, creación de Carlos Faraco. Fue emitido en un total de 86 capítulos de aproximadamente diez minutos.
Como espacio derivado hacia la investigación sonora y más cercano a lo musical, cabe mencionar Ars Sonora, programa emitido semanalmente a través de Radio Clásica de Radio Nacional de España y que, desde su fundación en 1985, ha ofrecido más de un centenar de obras de radioteatro.

## En Estados Unidos
En los años treinta fueron muy populares en Estados Unidos seriales como El llanero solitario y El Avispón Verde, héroes enmascarados creados por George W. Trendle y Fran Striker, que nacieron para la radio y que posteriormente se desarrollaron en otros medios como el cine serial, televisión e historietas.

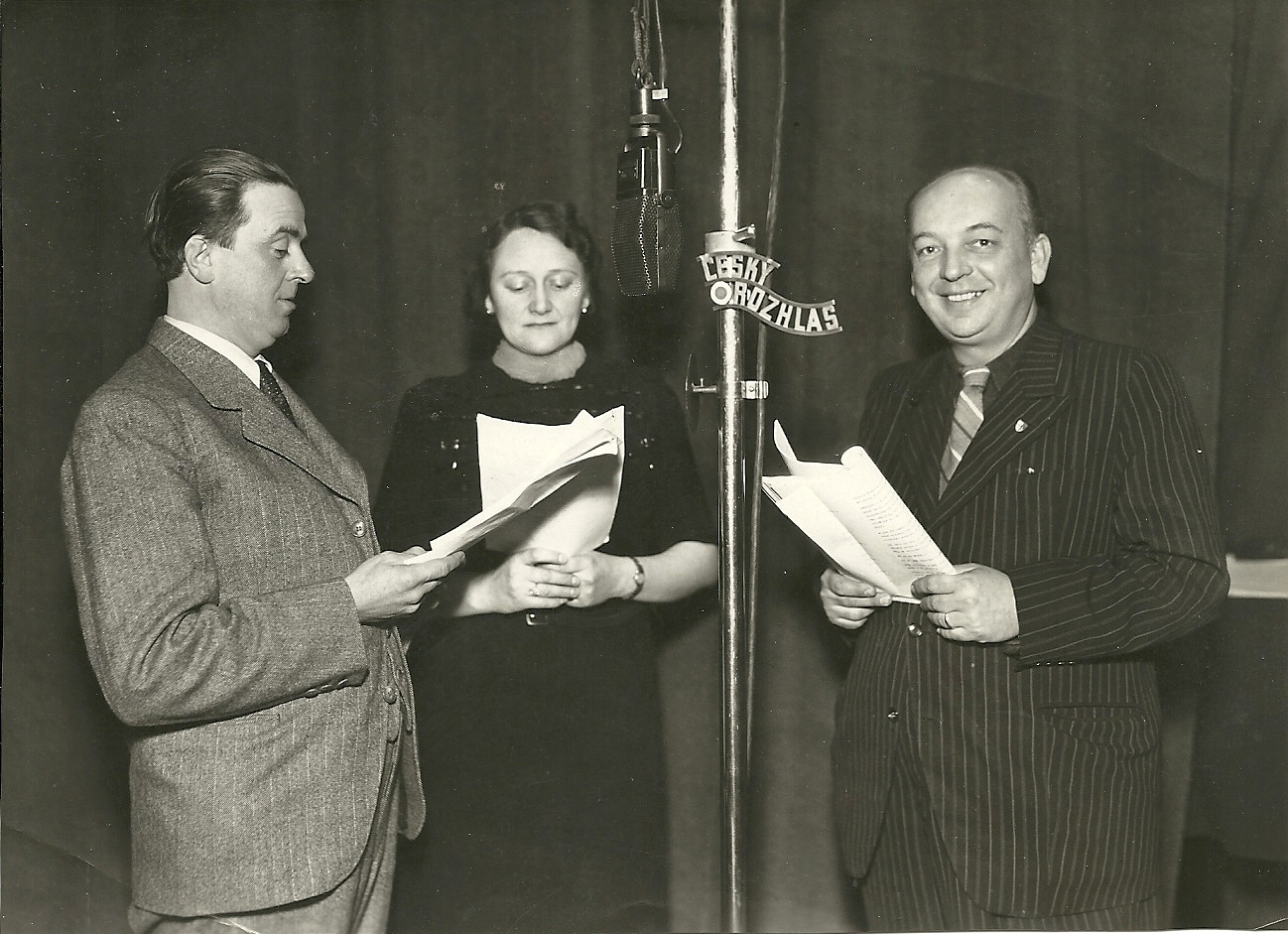
Actores dramáticos checos ante el micrófono.

## En el Reino Unido
Las excelentes producciones británicas, con elaboradas radionovelas dedicadas a personajes como Sherlock Holmes o de la obra policíaca de Agatha Christie, trataron también de manera reiterada
la obra de Tolkien, cuya primera producción de la BBC data de 1955: una dramatización de El Señor de los Anillos (serial radiofónico de 1955), resumida en doce episodios y emitida en dos partes. Más tarde se hicieron otras dos adaptaciones radiofónicas, en 1979 y 1981.

## En Honduras
En Honduras destacan las series Las historietas de Frijol el Terrible de Carlos Salgado y Cuentos y Leyendas de Honduras de Jorge Montenegro.

## En México
Algunos estudios otorgan a la XEW la paternidad del primer serial radiofónico emitido en México. "En 1932 el cineasta Alejandro Galindo y su hermano Marco Aurelio realizaron la primera radionovela transmitida en esa emisora, una adaptación del clásico de Dumas Los tres mosqueteros. Pero el inicio de la década dorada del serial en la XEW no llegaría hasta 1941 con la serie Ave sin nido, que narraba la vida de Anita de Montemar".
Quizá uno de los héroes de radionovela más populares en México (y después en Centroamérica, Colombia y Ecuador) fue Kalimán, nacido en 1963 y trasladado luego a la historieta en 1965.
Un profesional del medio radiofónico, Vicente Leñero apuntó algunas pautas o recursos literarios para conseguir un melodrama radionovelero según su propia experiencia como guionista de la XEW (en seriales como Entre mi amor y tu, La sangre baja del río, Boda de plata, La fea): "Estructurar sinopsis mensuales, semanales, diarias; bocetar análisis psicológicos de los personajes; planear suspensos suaves antes del comercial, suspensos inquietantes al final del capítulo, suspensos tremebundos de final de semana".

## En Uruguay
A finales de la década de 1920 las radioemisoras uruguayas transmitían obras de teatro en auditorios de Montevideo.
En 1930 se formaron los primeros cuadros de actores o elencos radio teatrales dirigidos por Concepción Olona y el matrimonio Pedro Becco y Teresa Lacanau, adaptando grandes éxitos de la Literatura Universal.
La radionovela propiamente dicha surgió en 1934 con la creación de Las Aventuras de Carlos Norton (producción de Heraclio Sena para CX 22 radio Fada), y poco después Brochazos Camperos (1935, CX 14 radio El Espectador) y La Querencia.
Se destacaron en la década del 40 las compañías de Julio Alassio, Julio César Armi y sobre todo la de Mario Rivero Prevosti, quien además de actor fue libretista para su compañía y para varios de sus colegas de la radio..